# Georg Wilhelm von Birkholz
Georg Wilhelm von Birkholz (* 12. Dezember 1678 in Kümmeritz in der Niederlausitz; † 12. August 1747) war sächsischer General der Kavallerie und Erbherr auf Kümmeritz, Nobelschütz und Kleinpraga.

## Herkunft
Er entstammt der Familie von Bir(c)kholz, einem alten adeligen Geschlecht aus Brandenburg. Seine Eltern waren der Oberst Hans Heinrich von Birkholz (* 1646; † 16. Dezember 1689) und dessen Ehefrau Anna Barbara von Kotulinsky aus dem Haus Weigwitz.

## Leben
Im Jahr 1698 trat er in die sächsische Armee ein und stieg dort auf, bis er am 2. Februar 1714 zum Obersten ernannt wurde. Im Jahr 1714 wurde er Kommandant des Dragonerregiments Milkau. 1717 wurde dann dessen Chef, am 30. Januar 1726 zum Generalmajor befördert und zur Garde du Corps versetzt. Nach dem Zeithainer Lustlager 1730 wurde er als Gesandter nach Berlin geschickt.
Während des Polnischen Thronfolgekriegs kämpfte er 1733 zunächst in Polen, nahm 1734 an der Belagerung von Danzig teil. Er wurde am 20. Februar 1734 zum Generalleutnant befördert und kommandierte nun eine Brigade Garde du Corps. Der General Johann von Steenflycht konnte ihn bei Wartha schlagen und gefangen nehmen. Birkholz wurde anschließend auf Ehrenwort entlassen.
Er kämpfte im ersten und zweiten schlesischen Krieg. 1745 wurde er dann in der Schlacht bei Hohenfriedberg verwundet. Am 19. August 1745 wurde er zum General der Kavallerie ernannt und kämpfte wieder in der Schlacht bei Kesselsdorf. Nach der sächsischen Niederlage ging er am 1. Mai 1746 in Pension und starb im August des folgenden Jahres.
Im Jahr 1703 erhielt er von Kaiser Leopold I. das sächsische Inkolat.
1729 kaufte er das Gut Nedaschütz.

## Familie
Birkholz war verheiratet Juliane Sophie von Sebottendorff a.d.H. Lorenzendorf (* 11. März 1683; † 18. November 1749) und hatte mehrere Kinder, darunter:
- Juliane Christina (* 11. Juni 1721; † 8. November 1781)
 ⚭ N.N. Marschall von Bieberstein
 ⚭ Heinrich Friedrich von Wolffersdorff († 1789), Hauptmann[6][7]
- Carolina Margaretha (* 1721; † 16. August 1768),[8] Herrin von Kümmeritz ⚭ 1746 Maximilian Wilhelm von Larisch (* 14. Mai 1708; † 23. Dezember 1799), kurfürstlich sächsischer Generalmajor[9]
- Barbara Frederike (* 24. Juni 1722; † 30. August 1758),[10] Herrin von Nedaschütz ⚭ Freiherr Emil Friedrich Ludwig von Rochow (* 1692; † 1759)[11][12]